# Helicopsyche angusta
Helicopsyche angusta är en nattsländeart som beskrevs av Georg Ulmer 1951. Helicopsyche angusta ingår i släktet Helicopsyche och familjen Helicopsychidae. Inga underarter finns listade i Catalogue of Life.